# Antoni Witosz
Antoni Stanisław Witosz (1948–2015) – polski prawnik, profesor nauk prawnych, specjalista w zakresie prawa cywilnego, prawa gospodarczego i prawa spółdzielczego, profesor zwyczajny Uniwersytetu Śląskiego, nauczyciel akademicki Wydział Prawa i Administracji Uniwersytetu Śląskiego i Uniwersytetu Ekonomicznego w Katowicach.

## Życiorys
W 1990 na podstawie dorobku naukowego i rozprawy pt. Ewolucja pozycji prawnej spółdzielni w ustawodawstwie Polski Ludowej uzyskał na WPiA UŚ stopień naukowy doktora habilitowanego nauk prawnych w zakresie prawa cywilnego. W 2006 otrzymał tytuł naukowy profesora nauk prawnych. Był także profesorem Uniwersytetu Ekonomicznego w Katowicach.
Pod jego kierunkiem w 2002 stopień naukowy doktora uzyskał Rafał Adamus.

## Wybrane publikacje
- Ewolucja pozycji prawnej spółdzielni w ustawodawstwie Polski Ludowej, Katowice: UŚ, 1989.
- Instytucje prawa upadłościowego i naprawczego, Katowice: Wydawnictwo Uniwersytetu Śląskiego, 2006, 2008.
- Łączenie, podział i przekształcanie spółek handlowych, Warszawa: Wolters Kluwer Polska, 2007, 2010, 2013.
- Łączenie się i podział spółek w kodeksie spółek handlowych. Omówienia, wzory, przepisy, wskazówki, Bydgoszcz: „Branta”, 2002.
- Prawa i obowiązki wspólników w spółce, spółdzielni europejskiej i spółce europejskiej, Katowice: Oficyna Wydawnicza Wacław Walasek. Uniwersytet Ekonomiczny. Katedra Prawa, 2012.
- Prawo a gospodarka. Zagadnienia ekonomiczne i prawne, Katowice: Wydawnictwo Uniwersytetu Ekonomicznego, 2014.
- Prawo spółdzielcze. Zarys wykładu (skrypt przeznaczony dla studentów prawa i administracji), Katowice: UŚ, 1985.
- Prawo upadłościowe i naprawcze. Komentarz, Warszawa: LexisNexis Polska, 2007 (wiele kolejnych wydań).
- Przekształcenia spółek w kodeksie spółek handlowych. Omówienia, wzory, przepisy, wskazówki praktyczne, Bydgoszcz-Katowice : „Branta”, 2001.
- Restrukturyzacja spółek handlowych, Katowice-Bydgoszcz : „Branta”, 2005.
- Restrukturyzacja spółek handlowych. Zagadnienia ekonomiczne i prawne, Katowice: Wydawnictwo Uniwersytetu Ekonomicznego, 2007 (wiele kolejnych wydań).
- Rozwiązanie i likwidacja spółek handlowych, Warszawa: LexisNexis Polska, 2011, 2014.
- Spółka w upadłości układowej, Warszawa: Wydawnictwo Prawnicze LexisNexis, 2008.
- Wierzyciel a procesy restrukturyzacyjne spółek handlowych, Bydgoszcz-Katowice: Oficyna Wydawnicza Branta, 2006.
- Wspólnik i akcjonariusz w procesach restrukturyzacyjnych spółek handlowych, Katowice-Bydgoszcz: Branta, 2005.
- Wybrane zagadnienia prawa spółdzielczego, Katowice: UŚ, 1990[3].